# 成兰圃
成兰圃（？年—1924年6月15日），山东黄县籍商人，曾任青岛总商会会长。

## 生平
成兰圃生于山东省黄县（今山东省龙口市），曾在青岛开设德九成商号。青岛德占时期即为华商领袖之一。据《胶澳志》（1928年出版）记述，“青岛开埠之始，市政权操诸外人，华商稍能自振、代表同业以参预市政者仅傅炳昭、丁敬臣、包幼卿、周宝山、成兰圃、与（胡）存约数人而已”。
成兰圃曾任大清银行青岛分号总办、山东银行副行长。1916年，北洋政府公布《商务法规》，青岛商务总会改称青岛总商会，丁敬臣当选第一届会长，成兰圃出任副会长。1918年2月，成兰圃、刘子山集资成立东莱银行，最初资本20万元，成兰圃担任总经理，银行在上海、天津、济南、大连设立分行。同年，成兰圃当选第二届会长。1920年，连任商会会长，1922年卸任。1923年，东莱银行改组为股份有限公司，成兰圃同时担任第一届董事。1924年春，他因病退出，改由刘子山代理总经理。1924年6月15日病逝于青岛莱阳路寓所。